# Robigus
Die bald männlich gedachte Gottheit Robigus bzw. Rubigus (lat.: Rōbīgus oder Rūbīgus) rsp. bald weiblich gedachte Gottheit Robigo bzw. Rubigo (lat.: Rōbīgo oder Rūbīgo) ist eine der zahlreichen Gottheiten der römischen Mythologie (die Ερυσιβίη Δημήτηρ der Gorgonier sowie der Ερυσίβιος Ἀπόλλων der Rhodier [Ryodier]). Sie ist verantwortlich für Getreidekrankheiten wie Getreiderost und man rief sie um Abwendung des Mehltaus an.
Ihr Fest, die Robigalia (lat.: Rōbīgālia bzw. Rūbīgālia), fand laut Plinius am 24. April statt, wo ihr der Flamen Quirinalis jeweils einen rostfarbenen (lat.: rōbīginōsus rsp. rūbīginōsus) Hund opferte. Kultorte befinden sich beim fünften Meilenstein der Via Claudia Augusta und an der Via Nomentana.